# Konsert (musikverk)
En konsert är i allmänhet ett musikverk för ett (ibland några) soloinstrument och  orkester. Den kallas då också solokonsert. Verken är oftast flersatsiga och med den första satsen i sonatform med en längd om minst 20–30 minuter. Solostämman är vanligen tekniskt avancerad, ofta virtuos. Musiken kan ha formen av antingen en dialog mellan solist och orkester eller mer av solo med ackompanjemang interfolierade av orkesterpartier. En dubbelkonsert är en konsert för två soloinstrument och orkester.

## Benämning
Konserter benämns utifrån vilket soloinstrument som avses, till exempel klarinettkonsert. Namnet kommer av italienskans 'concertare', vilket förvirrande nog kan betyda både 'agera tillsammans' och 'disputera', 'tvista'. Beteckningen användes ursprungligen för stycken kallade concerto grosso, där en liten instrumentgrupp spelade tillsammans med en större ensemble. Senare utvecklades solokonserten som enbart benämndes concerto. Först i modern tid kom begreppet att överföras till musikframföranden över huvud taget (se konsert).

## Historia
Konserten uppstod under den tidiga barocken, när den första orkestermusiken utvecklades. Tidigare hade ofta ingen klar distinktion gjorts mellan sång- och instrumentalstämmor, och dubbleringar mellan röst, instrument och generalbas var det vanliga. När kompositörerna började skriva individuella orkesterstämmor uppstod concerto grosson, eller storkonserten, som stycken för en större och en liten instrumentgrupp. 
Pionjären vid utvecklandet av solokonserten var Antonio Vivaldi. Han började skriva så kallade ritornelli, som var en vidareutveckling av de längre solopassager som ibland gavs till storkonsertens förstaviolin. Därmed var de första solokonserterna violinkonserter. Vivaldi skapade över hundra violinkonserter. De fyra som går under namnet De fyra årstiderna är ett av världens mest kända musikstycken. Både violinkonserten och storkonserten vidareutvecklades av Johann Sebastian Bach och hans son Carl Philipp Emanuel, som båda även skapade konserter för cembalo och orkester.
Under klassicismen och romantiken var det Wolfgang Amadeus Mozart och Ludvig Van Beethoven som utvecklade solokonserten till att bli den viktigaste musikformen för stor ensemble tillsammans med symfonin, där virtuoserna kom att ges stort utrymme. De mest betydelsefulla solokonserterna är skrivna för piano och fiol.